# Neuhausen/Erzgebirge
Neuhausen/Erzgebirge (ufficialmente Neuhausen/Erzgeb.) è un comune del circondario della Sassonia centrale in Sassonia di 3 204 abitanti.